# محمد باقری (تاریخ‌نگار علم)
محمد باقری (پژوهشگر و تاریخ‌نگار علم ایران، متولد ۷ دی‌ ماه ۱۳۲۹ در رشت) سردبیر مجله میراث علمی اسلام و ایران، عضو هیئت مشاوران مجله Suhayl ، مجله تاریخ علم در اسپانیا،  و عضو وابسته هیئت‌علمی پژوهشکده تاریخ علم دانشگاه تهران است.
محمد باقری، فرزند حسین در سال ۱۳۲۹ در شهر رشت به دنیا آمد. وی تحصیلات ابتدایی و متوسطه خود را در زادگاه خود، شهر رشت، به پایان رساند.
در سال ۱۳۴۸ برای ادامه تحصیل راهی تهران شدند و در رشته مهندسی برق در دانشگاه صنعتی شریف تهران (آریامهر سابق) به علم‌آموزی پرداختند.
وی از سال ۱۳۷۶ تا ۱۳۸۵ در مقطع دکتری دانشگاه اوترخت (هلند) مشغول به تحصیل بودند. موضوع رسالۀ دکتری ایشان تصحیح، ترجمه و شرح انگلیسی مقاله های اول و چهارم «زیج جامع» کوشیار گیلانی بود؛ موضوع کتاب زیج جامع علم نجوم است .
پس از پایان دوره دانشگاه در سال ۱۳۵۸ و گذراندن خدمت وظیفه، در مراکز مختلف دولتی و غیردولتی به‌عنوان مهندس برق مشغول به کار شد. در کنار اشتغال به کار، به فعالیت‌های پژوهشی و ترویجی درزمینهٔ ریاضیات، فیزیک و نجوم‌ پرداخت. شروع کارهای پژوهشی محمد باقری در ابتدا بیشتر درزمینهٔ ترویج علوم بود، ولی بعدها فعالیت خود را بیشتر بر روی  تاریخ علوم، به‌ویژه ریاضیات و نجوم در ایران متمرکز کرد. از سال ۱۳۷۲؛ کار مهندسی را رها کرد و همۀ وقت خود را صرف امور پژوهش نمود.
محمد باقری عضو وابسته هیئت‌علمی پژوهشکده تاریخ علم دانشگاه تهران هستند؛ و از تاریخ ۱۳۸۶ تا ۱۳۹۰ سردبیر مجله تاریخ علم بودند که پژوهشکده تاریخ علم دانشگاه تهران منتشر می‌کند.
از سال ۱۳۹۱ ، تاکنون سردبیری مجله میراث علمی اسلام و ایران بر عهده ایشان است؛ همچنین ریاست کمیسیون تاریخ علم و فناوری در جوامع اسلامی
(CHOSTIS) نیز بر عهده محمد باقری است. کمیسیون تاریخ علم و فناوری در جوامع اسلامی زیرمجموعۀ اتحادیه بین‌المللی تاریخ و فلسفه علم و فناوری
(IUHPST) است. در حال حاضر ایشان عضو هیئت مشاوران مجلۀ Suhayl ، مجله تاریخ علم در اسپانیا، هست.
برخی از آثار محمد باقری عبارت‌اند از
- واژگان ریاضی - تالیف
- از سمرقند به کاشان - تالیف
- گزارش جامع طرح سراسری رؤیت هلال ماه‌های قمری برای ایران - تالیف
- اصول حساب هندی - ترجمه
- این جهان سرشار از شگفتی‌ها - ترجمه
- تبدیل‌های هندسی - ترجمه
- برخورد دانش آموزان با رياضيات - ترجمه
- فرهنگ ریاضیات – ترجمه منتشر نشده
- دکتر باقری همچنین ده‌ها مقاله علمی منتشر نموده‌اند و سخنرانی‌های متعددی نیز در مراکز علمی مختلف انجام داده‌اند.

در سال ۱۳۹۵، دکتر باقری به‌پاس یک عمر ترویج علم، مفتخر به دریافت جایزه «چراغ» شدند. متن این جایزه به شرح زیر است :
سپاس برای یک عمر ترویج علم
به‌پاس یک عمر تلاش پربرکت در راه ترویج علم، نخستین جایزه یک عمر ترویج علم چراغ، با افتخار تقدیم می‌شود که دانشمند و مروج برجسته دوران ما، دکتر محمد باقری.
- https://www.irna.ir/news/81426333/محقق-رياضي-مسئولان-شرايط-كار-علمي-را-براي-پژوهشگران-آماده-كنند
- http://dhstweb.org/structure/historical-commissions
- https://dspace.library.uu.nl/bitstream/handle/1874/18830/?sequence=14
- https://raco.cat/index.php/Suhayl/about
- https://alumsharif.org/information/sharif-news/item/136-2014-08-20-08-24-15
- https://cheraghprize.com/winners/
- https://utihs.ut.ac.ir/%D8%A7%D8%B3%D8%A7%D8%AA%DB%8C%D8%AF-%D9%87%D9%85%DA%A9%D8%A7%D8%B1
- http://www.mb-kushyar.com/cv_f.htm#2
- https://www.instagram.com/p/CYGGZVsIH6L/

1. ↑  «برگزیدگان جایزه چراغ – جایزه چراغ». بایگانی‌شده از اصلی در ۳۰ دسامبر ۲۰۲۱. دریافت‌شده در ۲۰۲۱-۱۲-۳۰.